# Titularbistum Praesidium
Praesidium (ital.: Presidio) ist ein ehemaliges Bistum der römisch-katholischen Kirche und heute ein Titularbistum.
Es geht auf einen erloschenen Bischofssitz in dem antiken Ort Praesidium in Tripolitanien, in Tunesien, zurück.
| Titularbischöfe von Praesidium |                         |                                                                        |                  |               |
| Nr.                            | Name                    | Amt                                                                    | von              | bis           |
| 1                              | Giuseppe Carata         | Weihbischof in Trani und Barletta und Nazareth und Bisceglie (Italien) | 17. Mai 1965     | 8. April 1967 |
| 2                              | Władysław Miziołek      | Weihbischof in Warschau (Volksrepublik Polen/Republik Polen)           | 19. Februar 1969 | 12. Mai 2000  |
| 3                              | Roger William Gries OSB | Weihbischof in Cleveland (USA)                                         | 3. April 2001    |               |